# Vena cefalica
La vena cefalica (o vena antecubitale) è un vaso sanguigno superficiale dell'arto superiore che drena il sangue dalle regioni superficiali del braccio; gran parte del sangue che defluisce dalla mano viene raccolto da questo vaso.

## Percorso
La vena cefalica, in cui sfociano molti vasi minori della mano, percorre il versante laterale del polso; corre lungo l'avambraccio, satellite del nervo cutaneo laterale dell'avambraccio (ramo del nervo perforante di Casserio), nel braccio e, dopo aver trapassato l'aponeurosi clavi-coraco-ascellare, si getta nella vena ascellare. Lungo il suo percorso nel braccio raccoglie le vene cefalica accessoria e axillobrachiale.

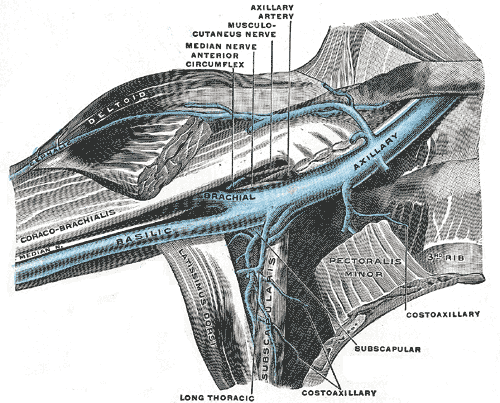
La vena cefalica sfocia nella vena ascellare

## La vena cefalica accessoria
Prende il nome di vena cefalica accessoria un vaso sanguigno che percorre il margine radiale dell'avambraccio e si unisce alla vena cefalica poco sopra il gomito.

## Importanza in medicina
A causa della sua relativa facilità di individuazione, la vena cefalica viene spesso usata per effettuare prelievi di campioni di sangue, per la somministrazione di farmaci, soluzioni o nutrizione artificiale per via endovenosa.
Inoltre si può accedere alla vena cava superiore attraverso l'isolamento chirurgico della vena cefalica, succlavia e giugulare, interna o esterna.
Inoltre rappresenta un importante repere chirurgico nella via di accesso alla spalla deltoideo-pettorale,  una delle più comunemente usate nella chirurgia “open” dell’articolazione della spalla.

## Anatomia comparata
La vena cefalica viene facilmente individuata anche in altri mammiferi, per questo i prelievi di sangue a canidi e felini vengono effettuati preferibilmente attraverso questo vaso.